# Пултуский уезд
Пултуский уезд — административная единица в составе Варшавской губернии Российской империи, существовавшая c 1837 года по 1919 год. Административный центр — город Пултуск.

## История
Уезд образован в 1837 году в составе Плоцкой губернии. С 1867 года — в Ломжинской губернии. В 1893 году уезд присоединен к Варшавской губернии. В 1919 году преобразован в Пултуский повят Варшавского воеводства Польши.

## Население
По переписи 1897 года население уезда составляло 103 450 человек, в том числе в городе Пултуск — 15 968 жит., в безуездном городе Насельск — 4693 жит.

### Национальный состав
Национальный состав по переписи 1897 года:
- поляки — 78 347 чел. (75,7 %),
- евреи — 16 274 чел. (15,7 %),
- русские — 4961 чел. (4,8 %),
- немцы — 2309 чел. (2,2 %),

## Административное деление
В 1913 году в состав уезда входило 11 гмин: 
| - Винница — д. Винница, - Вышков — пос. Вышков, - Гзово — д. Тржепово, - Голембе — д. Клюково, - Заторы — д. Заторы, - Зегрже — пос. Сероцк, | - Клешево — д. Клешево, - Козлово — д. Гзы, - Насельск — д. Хоржцанно, - Обрите — д. Обрите, - Сомянка — д. Струга. |